# Clorato di litio
Il clorato di litio è il sale di litio dell'acido clorico. Come tutti i clorati è un forte ossidante dal potenziale esplosivo se in combinazione con materiale organico. Ha l'aspetto di cristalli rombici aghiformi, molto igroscopici. Se scaldato verso i 270 °C si decompone. È un sale molto solubile in acqua tanto da risultare uno dei composti inorganici più solubili conosciuti. Forma diversi idrati.

## Sintesi
Si ottiene aggiungendo cloruro di litio ad una soluzione di clorato di sodio, oppure facendo reagire il solfato di litio con il clorato di bario.
LiCl +  NaClO3 → LiClO3 +  NaCl
Li2SO4 +  Ba(ClO3)2 → 2 LiClO3 +  BaSO4 

## Usi
Viene utilizzato in pirotecnica per la preparazione di fuochi colorati, nei condizionatori d'aria, e come propellente.